# رضا حافظ
الفريق / رضا محمود حافظ محمد (المحلة الكبرى (3 مارس 1952 - 3 ديسمبر 2013) وزير الإنتاج الحربي في حكومتي هشام قنديل والببلاوي. وهو القائد السابق للقوات الجوية المصرية ، وهو عضو المجلس الأعلى للقوات المسلحة السابق الذي فوضه الرئيس السابق مبارك في إدارة مصر منذ 11 فبراير 2011 حتى تعينه وزير الدولة للإنتاج الحربي في 12 أغسطس 2012، تخرج من الكلية الجوية في 1 سبتمبر 1972 بدرجة البكالريوس في الطيران والعلوم العسكرية، شارك في في السنة اللاحقة في حرب أكتوبر. متزوج وله ولدان وبنتان. توفي يوم الثلاثاء الموافق 3 ديسمبر 2013 أثر أزمة قلبية حادة .

## دراساته الأكاديمية
- بكالوريوس الطيران والعلوم العسكرية 1972.
- فرقة تحليل حوادث الطيران 1986.
- دورة قادة أسراب 1987.
- ماجستير العلوم العسكرية 1988.
- زمالة كلية الحرب العليا الفرنسية 1991.
- زمالة مديري الجودة من الولايات المتحدة الأمريكية 1996.
- كلية الحرب العليا (أكاديمية ناصر) 2002.
- دورة القادة العليا (أكاديمية ناصر) 2007.

## المناصب القيادية
حياة رضا حافظ العسكرية ثرية بالإنجازات حيث شارك في حرب أكتوبر 1973 قضى في الجو 2500 ساعة طيران على طائرات مختلفة منها التدريبة كطائرات جمهورية وال - 29 دولفين، ومنها المقاتلة كطائرات ميج 17 و ميج 21 و ميراج F1 و اف 16، وقبل ترقيه إلى رتبة الفريق في 20 مارس 2008 وتعيينه قائدا للقوات الجوية تولى رضا حافظ العديد من المناصب منها:
- رئيس أركان سرب 1991.
- قائد ثان سرب 1992.
- قائد سرب 1994.
- ضابط اتصال بالولايات المتحدة الأمريكية 1998.
- نائب رئيس شعبة تسليح القوات الجوية 2001.
- نائب مدير الكلية الجوية 2002.
- رئيس أركان المنطقة الجوية الشرقية 2002
- قائد المنطقة الجوية الجنوبية 2003.
- قائد المنطقة الجوية الشرقية 2004.
- رئيس شعبة تدريب القوات الجوية 2005.
- رئيس شعبة عمليات القوات الجوية 2007.
- رئيس أركان حرب القوات الجوية 2007.
- قاد القوات الجوية حتى عام 2012
- وزير الدولة للإنتاج الحربي 2012

## الميداليات والأنواط
- نوط الواجب العسكري
- ميدالية الخدمة الطويلة والقدوة الحسنة
- نوط الخدمة الممتازة

## وصلات خارجية
- قائد القوات الجوية من موقع وزارة الدفاع